# Яхав, Йона
Йона Яхав (ивр. יונה יהב‎, 19 июня 1944 года, Хайфа, Мандатная территория Палестина) — израильский адвокат и политик, в 1996-99 — депутат Кнессета от Израильской партии труда «Авода», с 2003 по 2018 год  — мэр Хайфы.
В 2024 году был вновь выбран мэром Хайфы после проведения двух туров голосования, опередив Давида Эциони.

## Биография
Яхав родился в Хайфе во времена Британского мандатного периода. Во время своей службы в армии он достиг звания подполковника в Корпусе военной полиции Армии обороны Израиля. Обучался праву в Еврейском университете в Иерусалиме, получил степень бакалавра права (LL.B), затем продолжил свои юридические исследования в Лондонском университете, где он служил в качестве генерального секретаря ВСЕС.
По возвращении в Израиль Яхав стал активным участником политической жизни. Он был советником министра транспорта Гада Яакоби и официальным представителем Тедди Колека, мэра Иерусалима. На выборах в 1996 году он прошёл в Кнессет 14 созыва по спискам Израильской партии труда «Авода» и служил в качестве председателя подкомитета по вопросам банковской деятельности. Однако, он потерял свое место в Кнессете после выборов 1999 года.
Яхав позже покинул «Аводу»и присоединился к партии «Шинуй». В 2003 году он был избран мэром Хайфы, выдвигаясь от блока партий «Шинуй» и «Зелёных», уже служа до этого в качестве заместителя мэра. 29 июня 2006 года он перешёл в партию «Кадима», но остался мэром города. Он также является председателем Хайфской экономической корпорации, а ранее руководил организацией Хайфского Международного кинофестиваля и исполнительным руководством городского театра. В 2019 году Йона Яхав проиграл на выборах Эйнат Калиш-Ротем, а в 2024 году, в 80-летнем возрасте, вновь был избран мэром Хайфы.

## Публикации
- Анатомия краха Трудовой партии (англ. The Anatomy of the Fall of the Labor Party, совместно с Шевахом Вайсом, 1977)
- Клевета и Злословие (англ. Libel and Slander) (1987, обновлено и переиздано в 1996)